# Ederswiler
Ederswiler är en ort och kommun i distriktet Delémont i kantonen Jura, Schweiz. Kommunen har 117 invånare (2023). Det är kantonen Juras enda tyskspråkiga kommun. Befolkningen var franskspråkig till 1635 då pesten avfolkade bygden. Därefter återuppbyggdes den av tysktalande bönder.

## Bildgalleri

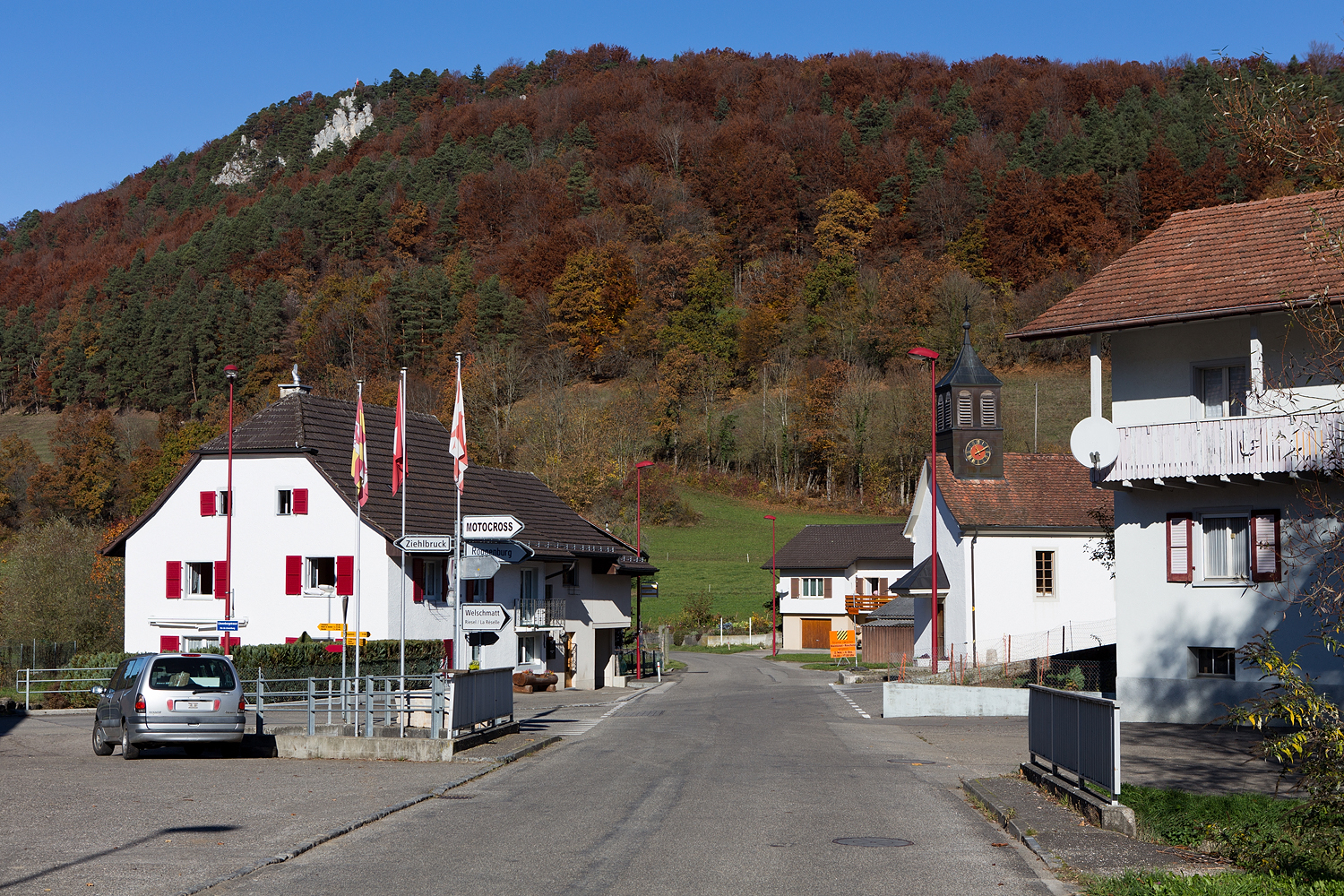
Ederswiler
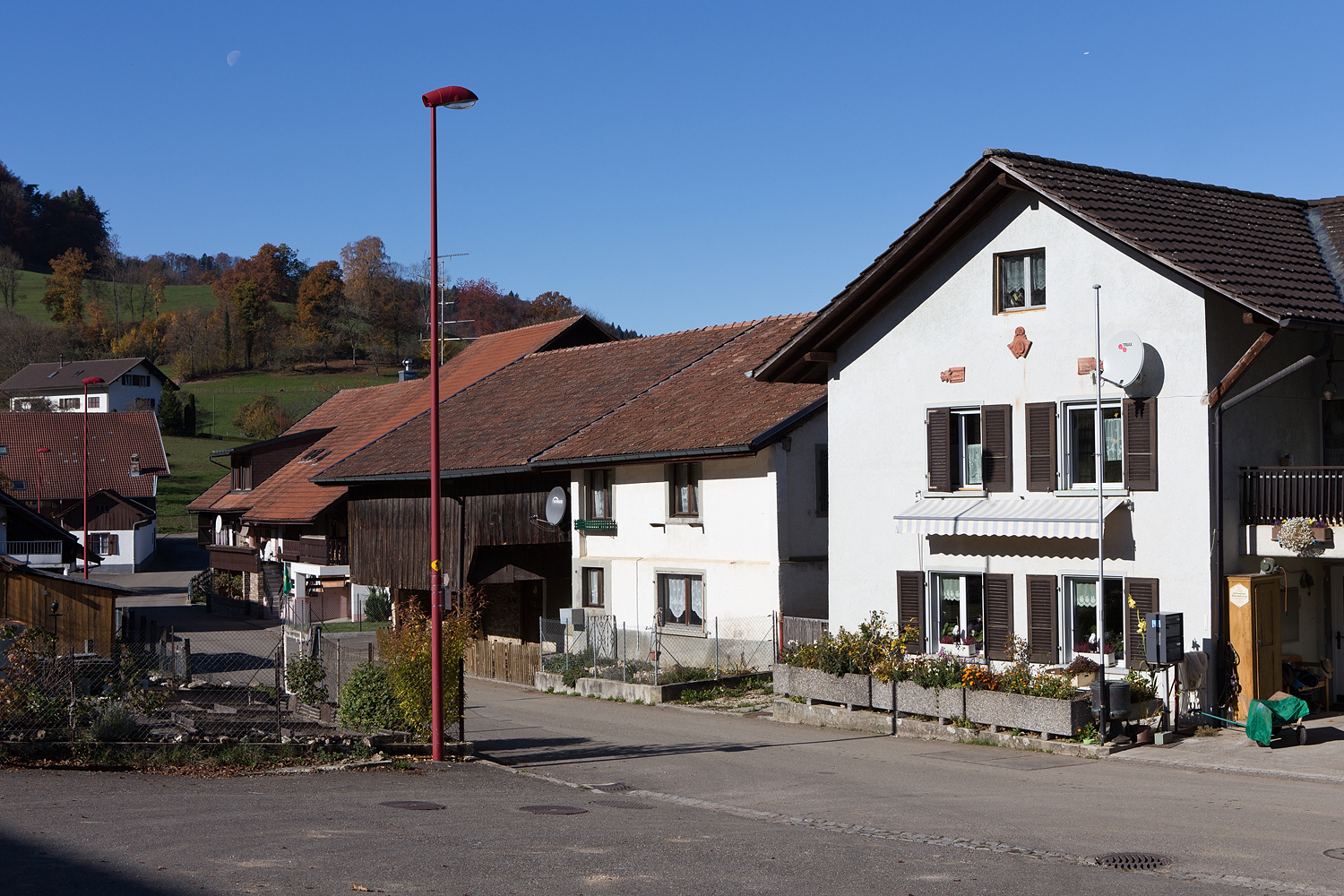
Löwenburgstrasse
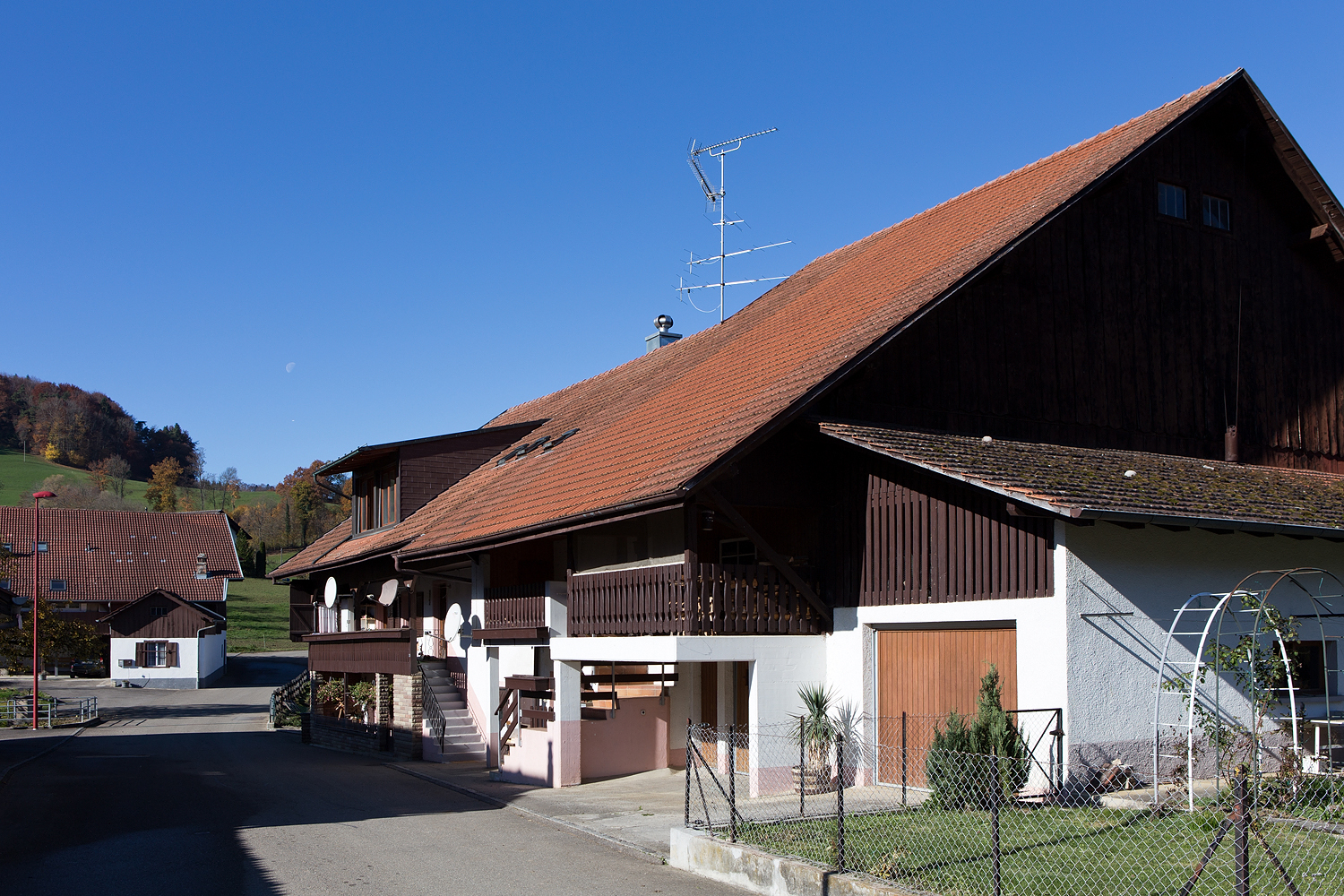
Löwenburgstrasse
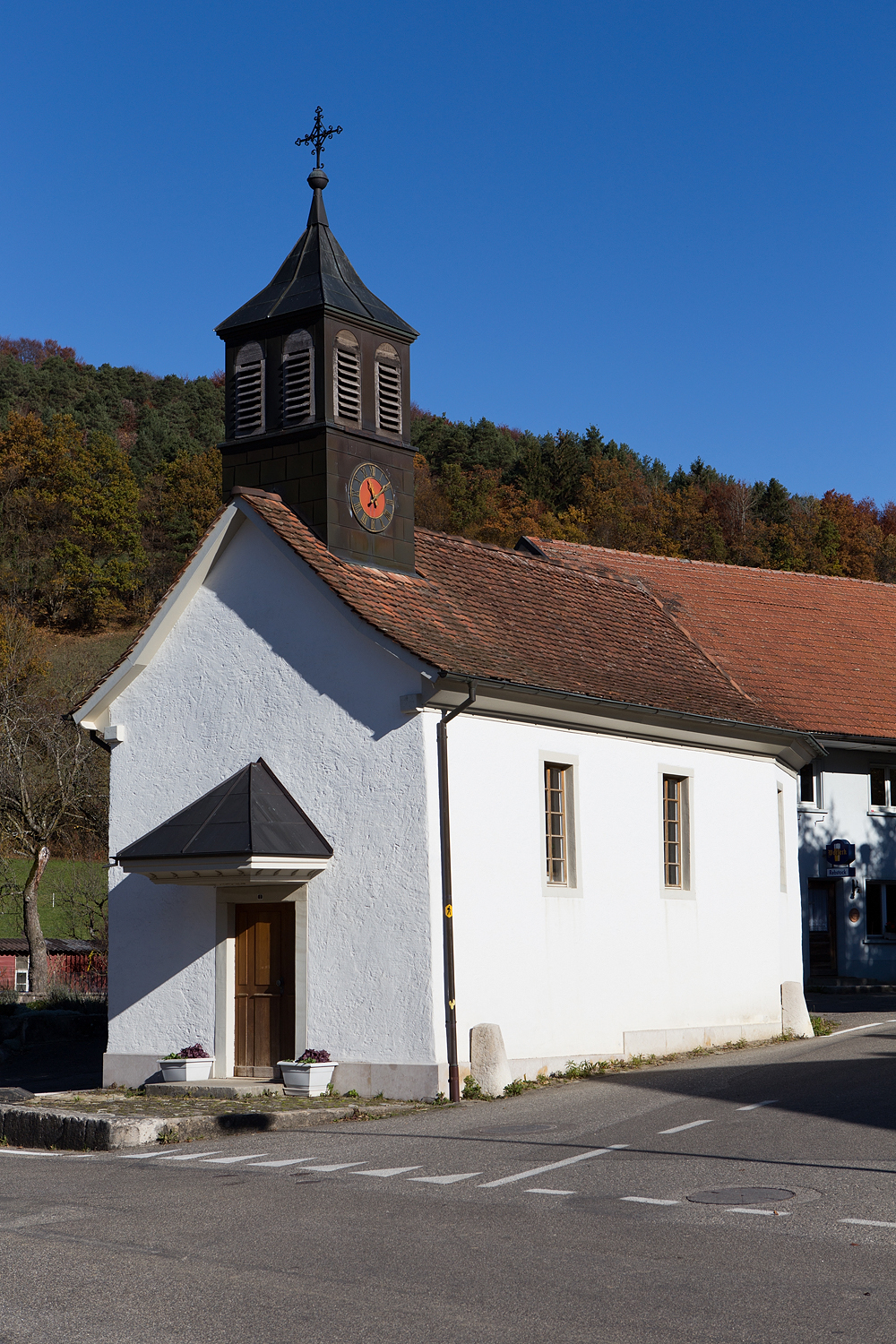
Kapellet St. Anna